# Witków (obwód rówieński)
Witków (ukr. Витків) – wieś na Ukrainie, w obwodzie rówieńskim, w rejonie rówieńskim, w hromadzie Hoszcza. W 2001 liczyła 349 mieszkańców, spośród których 348 wskazało jako ojczysty język ukraiński, a 1 inny.
W okresie międzywojennym wieś znajdowała się w granicach II RP, wchodząc w skład gminy Hoszcza w powiecie rówieńskim, w województwie wołyńskim.
W czasie okupacji niemieckiej ukraiński mieszkaniec wsi Fedir Kałenczuk z pomocą córki Wassy ukrywał czworo Żydów z rodziny Krancbergów, za co w 1967 roku Instytut Jad Waszem uhonorował go tytułem Sprawiedliwego wśród Narodów Świata. Jego córce Wassie (po mężu Samojlenko) przyznano ten tytuł w 1992 roku.